# Coenonympha parviocellata
Coenonympha parviocellata är en fjärilsart som beskrevs av Pionneau 1937. Coenonympha parviocellata ingår i släktet Coenonympha och familjen praktfjärilar. Inga underarter finns listade i Catalogue of Life.